# Asia Cup (cricket)
De Asia Cup is een crickettoernooi tussen de beste Aziatische landen. De spelvorm is van oudsher One Day International, eendaagse wedstrijden van 50 over, maar sinds 2016 wordt het telkens afgewisseld met het kortere Twenty20.
Het toernooi wordt elke twee jaar gehouden en de eerste editie was in 1984. India heeft anno 2020 het vaakst gewonnen; 7 keer.

## Resultaten
| Editie          | Vorm | Gastland                     | Aantal teams                | Finale                       | Finale                                  | Finale                      |
| Editie          | Vorm | Gastland                     | Aantal teams                | Winnaar                      | Uitslag                                 | Tweede                      |
| --------------- | ---- | ---------------------------- | --------------------------- | ---------------------------- | --------------------------------------- | --------------------------- |
| 1984 Details    | ODI  | Verenigde Arabische Emiraten | 3                           | India                        | India won het toernooi                  | Sri Lanka                   |
| 1986 Details    | ODI  | Sri Lanka                    | 3                           | Sri Lanka 195/5 (42.2 overs) | Sri Lanka won met 5 wickets (scorecard) | Pakistan 191/9 (45 overs)   |
| 1988 Details    | ODI  | Bangladesh                   | 4                           | India 180/4 (37.1 overs)     | India won met 6 wickets (scorecard)     | Sri Lanka 176 (43.5 overs)  |
| 1990/91 Details | ODI  | India                        | 3                           | India 205/3 (42.1 overs)     | India won met 7 wickets (scorecard)     | Sri Lanka 204/9 (45 overs)  |
| 1995 Details    | ODI  | Verenigde Arabische Emiraten | 4                           | India 233/2 (41.5 overs)     | India won met 8 wickets (scorecard)     | Sri Lanka 230/7 (50 overs)  |
| 1997 Details    | ODI  | Sri Lanka                    | 4                           | Sri Lanka 240/2 (36.5 overs) | Sri Lanka won met 8 wickets (scorecard) | India 239/7 (50 overs)      |
| 2000 Details    | ODI  | Bangladesh                   | 4                           | Pakistan 277/4 (50 overs)    | Pakistan won met 39 runs (scorecard)    | Sri Lanka 238 (45.2 overs)  |
| 2004 Details    | ODI  | Sri Lanka                    | 4                           | Sri Lanka 228/9 (50 overs)   | Sri Lanka won met 25 runs (scorecard)   | India 203/9 (50 overs)      |
| 2008 Details    | ODI  | Pakistan                     | 6                           | Sri Lanka 273 (49.5 overs)   | Sri Lanka won met 100 runs (scorecard)  | India 173 (39.3 overs)      |
| 2010 Details    | ODI  | Sri Lanka                    | 4                           | India 268/6 (50 overs)       | India won met 81 runs (scorecard)       | Sri Lanka 187 (44.4 overs)  |
| 2012 Details    | ODI  | Bangladesh                   | 4                           | Pakistan 236/9 (50 overs)    | Pakistan won met 2 runs (scorecard)     | Bangladesh 234/8 (50 overs) |
| 2014 Details    | ODI  | Bangladesh                   | 5                           | Sri Lanka 261/5 (46.2 overs) | Sri Lanka won met 5 wickets (scorecard) | Pakistan 260/5 (50 overs)   |
| 2016 Details    | T20  | Bangladesh                   | 5 (finale) 3 (kwalificatie) | India 122/2 (13.5 overs)     | India won met 8 wickets (scorecard)     | Bangladesh 120/5 (15 overs) |
| 2018 Details    | ODI  | Verenigde Arabische Emiraten | 6                           | India 223/7 (50 overs)       | India won met 3 wickets (scorecard)     | Bangladesh 222 (48.3 overs) |
| 2020 Details    | T20  |                              |                             |                              |                                         |                             |